# The Dodoz
The Dodoz est un groupe de rock français, originaire de Toulouse, en Haute-Garonne. Le 11 mars 2014, ils annoncent via leur compte Facebook leur séparation.

## Biographie
Jules et Adrien Cassignol, frères jumeaux, font la connaissance de Géraldine Baux et Vincent Argiolas au collège de l'Hers (aujourd'hui collège Jean-Pierre-Vernant) à Toulouse. Au départ, les trois garçons jouaient ensemble du blues, avant d'être rejoints par Géraldine et de s'orienter vers une musique plus rock. Le quatuor, formé en 2003, se forge une bonne réputation scénique, relayée sur Internet, ce qui lui vaut d'assurer les premières parties d'artistes tels que Siouxsie, Stereophonics ou Babyshambles.
En 2006, The Dodoz apparait dans le classement CQFD des révélations de l'année du magazine Les Inrockuptibles. Le morceau Monster est sélectionné pour figurer sur la compilation éditée par le magazine. Le groupe est alors repéré par Peter Murray (producteur écossais qui a entre autres produit Dolly, Zebda ou encore les Négresses vertes). Il signera le groupe sur son label Murrayfield Music. Sous la houlette du producteur, les quatre musiciens enregistrent leur premier album avec également Clive Martin et Pierre Rougean pour la mise en son. En 2008, la vidéo réalisée par Jonathan Millet pour la chanson Weapon est lauréate du Radar Coke Music, concours qui offre l'occasion à de jeunes réalisateurs de clips et des artistes de se faire connaître. Au mois de juin sort l'EP DYLB comprenant cinq titres dont Do You Like Boys? et Werewolf in Love pour lesquels des clips sont réalisés.
Le premier album du groupe, simplement intitulé The Dodoz, sort le 26 octobre 2009. En septembre 2010 sort le premier extrait de leur second album à paraître; intitulé Happy Soldier, le morceau est disponible sur la compilation This is Our Music publié par la marque Zadig et Voltaire. Quelques semaines plus tard, le quatuor confirme l'arrivée de Forever I Can Purr pour mars 2011, et célèbre la nouvelle année en offrant gratuitement un second extrait, West Coast. Leur deuxième album, Forever I Can Purr est réalisé par Peter Murray au Studio Véga à Carpentras et mixé par le Nord-Irlandais Mike Crossey (Artic Monkeys, Foals, Razorlight, Kooks) dans son studio The Motor Museum à Liverpool. L’album sort le 4 juin 2012 chez Columbia, Murrayfield Music et Sony Music.
Ils annoncent leur séparation le 11 mars 2014 via leur page Facebook, à travers un message en anglais et français : « Après 10 ans, 2 albums et plus de 200 concerts, on est désolé de vous annoncer que The Dodoz n'existe plus. Ce fut la meilleure et la plus folle expérience qu'on n'ait jamais eue, et on est extrêmement heureux de l'avoir partagée avec vous. Merci. Du fond du cœur. See you soon, The Dodoz ».
The Dodoz se reforme en 2015 sous le nom de Las Aves et prennent un tournant plus electro. Ils jouent notamment en octobre 2016 au festival des Rockomotives à Vendôme.

## Membres
- Jules Cassignol — guitare, chœurs
- Adrien Cassignol — batterie, chœurs
- Géraldine Baux — chant, basse
- Vincent Argiolas — guitare, chœurs